# Крюковка (Ачадовське сільське поселення)
Крю́ковка (рос. Крюковка, ерз. Крюку) — присілок у складі Зубово-Полянського району Мордовії, Росія. Входить до складу Ачадовського сільського поселення.
Населення — 139 осіб (2010; 170 у 2002).
Національний склад станом на 2002 рік:
- мордва — 94 %